# برسة سوي العليا (غلامان)
برسة سوي العلیا (بالفارسية: پرسه‌سوی علیا) هي قرية تقع في إيران في قسم غلامان الريفي. يقدر عدد سكانها بـ 764 نسمة .